# Municipio de Ayotoxco de Guerrero
El municipio de Ayotoxco de Guerrero (AFI: [ajo'toʃko de ɡereɾo]) (del nahuatl: ayotochtli, co ‘armadillo, lugar, lugar de los armadillos’) es uno de los 217 municipios del estado mexicano de Puebla. Su cabecera es la localidad de Ayotoxco de Guerrero. Se localiza en el extremo noroeste de la entidad, en la zona de la Sierra Norte de Puebla y forma parte de la región económica II de Teziutlán.

## Historia
La cabecera municipal de Ayotoxco de Guerrero fue fundada por el pueblo totonaco en la época prehispánica, aunque fue sometido por la Triple Alianza hacia el Posclásico Tardío (ss. XII-XVI d. C.). A la llegada de los españoles a Mesoamérica, en 1519, Ayotoxco era sujeto de Tlatlauquitepec. Durante la primera mitad del siglo XVI se estableció en la región el régimen de encomiendas. En 1850 el Congreso del Estado de Puebla elevó a la categoría de pueblo la ranchería de Ayotoxco, y ochenta años después fue emitido el decreto por el que se separó el municipio de Ayotoxco de Guerrero del territorio de Tlatlauquitepec. En junio de 2008, Ayotoxco de Guerrero y otros municipios de la Sierra Norte de Puebla —entre ellos Tlatlauquitepec, Huehuetla, Yaonáhuac, Xochiapulco, Hueytamalco y Atempan— fueron azotados por fuertes lluvias que aumentaron el caudal de varios ríos en la Sierra Norte, pertenecientes todos a la región hidrológica Tuxpan-Nautla. Estos hechos pusieron en peligro la vida de alrededor de veinte mil habitantes de la zona.

## Colindancias
Colinda al norte con los municipios de Tenampulco, al este con Hueytamalco, al sur con Tlatlauquitepec y Yaonáhuac y al oeste con Cuetzálan.

## Hidrografía
Pertenece a la Región Hidrológica Tuxpan-Nautla. Se localiza dentro de la cuenca del Río Tecolutla y es cruzado por los ríos: Apulco, de corriente caudalosa que baña el poniente del municipio de sur a norte por más de 20 km, sirviendo de límite con Cuetzalan y Jonotla, para posteriormente unirse con el Río Tecolutla; Río Huitzilac, que nace al centro-este y recorre la porción central para unirse al Metzonate; Río Gachupinate que en la porción central se une al Metzonate, bañado al norte.

## Clima
El municipio se localiza dentro de la zona de transición de los climas cálidos del declive del Golfo a los templados de la Sierra Norte. Se presentan en tres zonas los climas: •	Clima semicálido sub-húmedo con lluvia todo el año: se identifica en la parte meridional. •	Clima cálido húmedo con lluvias todo el año: es el clima predominante sobre la parte central y septentrional. •	Clima cálido húmedo, con abundante lluvia en verano: se presenta en un área reducida al noreste. Rango de Temperatura 20 - 39 °C Rango de Precipitación 2400 - 3600 mm

## Fiestas
Su nombre proviene del nahuatl, sus raíces son: ayotl-tortuga, tochtli-conejo. Ayotochtli-armadillo.
todo esto significa lugar de armadillos. 
Tomó el nombre de Ayotoxco en honor a don Vicente Guerrero, en el año de 1930, al igual en esta fecha la población se convirtió en la cabecera de este municipio.
Cerca de este municipio se encuentran lugares vecinos tales como: Acalzontan, Flores Villar, La Manigua, Nanacatepec, Trapiche viejo, El Roble, Los mangos, Buena vista, Cuauhtémoc, Gachupinate, San Antonio Metzonapa, Uruapan, La Lagunilla, Copales, El lindero, La unión, Arenal, La quebradora, Las cruces, El  roble, Colozapa, Malintepec, Agua bonita, entre otros más.
Del primero al 6 de octubre, se lleva a cabo la feria patronal de este municipio, en honor a San Francisco de Asís, además de la tradicional feria regional del maíz, que durante la administración pública municipal 2021 - 2024 presidida por el Arq. Javier Becerril Galicia se le dio gran importancia a nivel estatal pues se ofrecieron espectáculos de entretenimiento de primer nivel, ofreciendo gran variedad de artistas, cantantes y eventos culturales gratuitos a la población Ayotoxquense.
Dentro de las actividades a desarrollar se encuentran   Exposiciones ganaderas, gastronómicas y artesanales y eventos  de jaripeos, siendo los mejores de la sierra nororiental poblana. 
Cada año se espera una asistencia de poco más de 2000 personas y una derrama económica de un millón de pesos. 
La comunidad de Ayotoxco cuenta con una población de diez mil personas, de las cuales 52% son de lengua indígena y el 30% se dedica a la agricultura, ganadería y comercio.